# Ground-Based Interceptor
Pour les articles homonymes, voir GBI.
Le Ground-Based Interceptor (GBI) (anglais pour intercepteur basé au sol) est un missile antibalistique, composant essentiel du système de défense antimissile Ground-Based Midcourse Defense américain.

## Caractéristiques
L'intercepteur est formé d'un lanceur produit par Orbital Sciences, basé sur les étages supérieurs de la fusée Taurus, et d'un Exoatmospheric Kill Vehicle (en) construit par Raytheon. L’intégration des composants est assurée par Boeing Defense, Space & Security.

## Historique

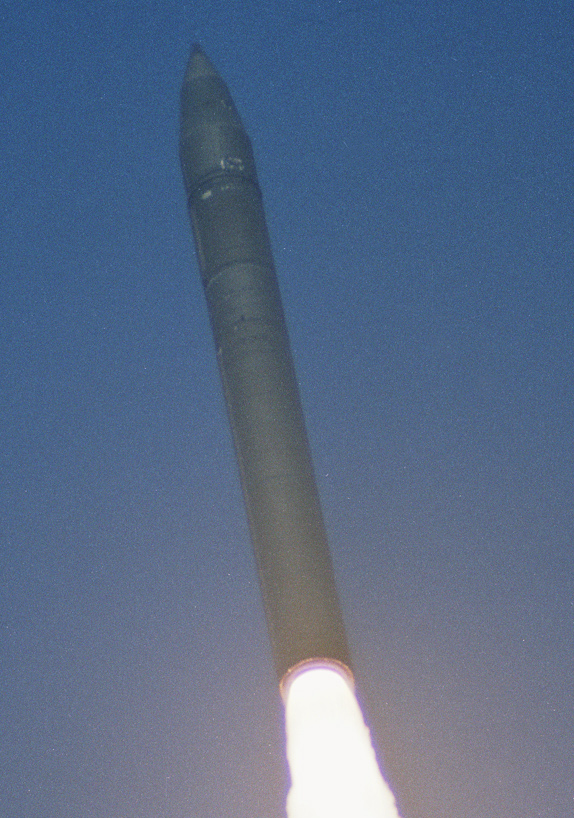
Tir d'essai en 2003.

En novembre 2004, les six premiers missiles intercepteurs à longue portée Ground-Based Interceptor de série dépendants du 100th Missile Defense Brigade (en) du United States Army Space and Missile Defense Command dont le QG se trouve à Schriever Space Force Base (en), Colorado Springs, sont déployés sur terre à Fort Greely en Alaska à partir du 22 juillet 2004 et mis en œuvre par le 49th Missile Defense Battalion, ainsi que deux autres missiles en décembre sur la Vandenberg Space Force Base en Californie. Ces deux centres de conduites de tir sont reliés par 21 000 km de fibres optique. En 2005, 14 autres missiles antimissiles sont déployés.
Fin 2010, un total de 30 intercepteurs sont déployés dans des silos sur les bases militaires de Fort Greely en Alaska et de Vandenberg en Californie pour protéger le territoire américain de missiles balistiques intercontinentaux en provenance d'Asie de l'Est. 
Le budget de la défense des États-Unis pour 2016 prévoit 14 missiles supplémentaires en 2017 à Fort Greely. L'US Army prévoit à cette date de les déployer sur un troisième site à l'Est des États-Unis mais, en avril 2024, cela ne s'est pas concrétisé.
A cette date, un programme nommé Next Generation Interceptor (NGI) doit fournir un nouveau missile les remplaçant d'ici 2028.